# متلازمة روبرتس

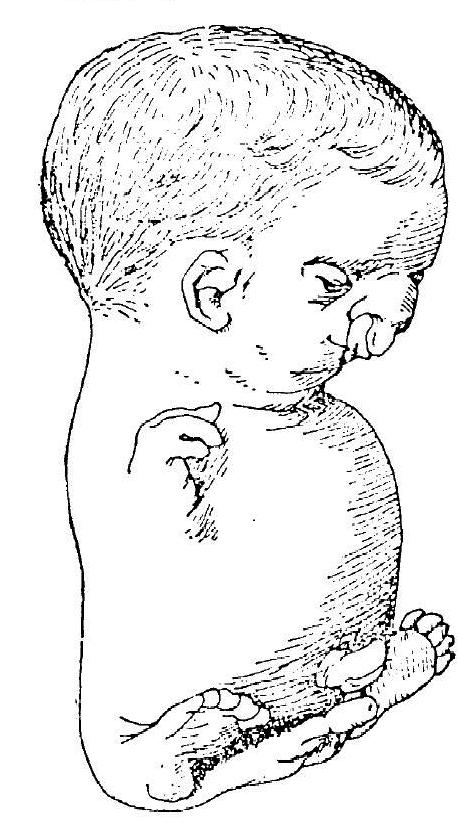
متلازمة روبرتس

متلازمة روبرتس هي متلازمة نادرة جداً ناتجة عن خلل جيني يؤدي إلى عيوب جسمانية متعددة.

## الأسباب
طفرة في الجين ESCO2 [الإنجليزية] على الصبغي الثامن تؤدي إلى خلل في تطور ونمو الجنين

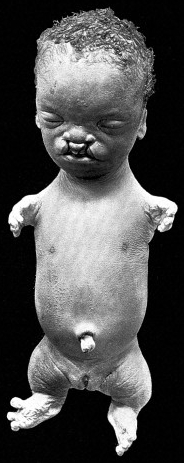
متلازمة روبرتس

## الأعراض والعلامات

### عامة
- تأخر نمو الجنين قبل الولادة
- تأخر النمو بعد الولادة
- نقص الصفائح الدموية

### في الرأس والوجه
- صغر الرأس
- فرط التباعد العيني
- شعر رأس فضي متفرق
- فلح الشفة والحنك ثنائي الجانب
- ورم وعائي دموي في الوجه
- جحوظ العين
- ثلامة
- عتامة العين (المياه البيضاء)
- فلح في منتصف الوجه
- تأخر ظهور الأسنان الدائمة
- تشوه الأذن
- عيوب في المخ

### في الهيكل العظمي
- تفقم الأطراف
- ارتفاق الأصابع
- قصر الأطراف غير المتماثل
- قلة الأصابع

### في الكليتين

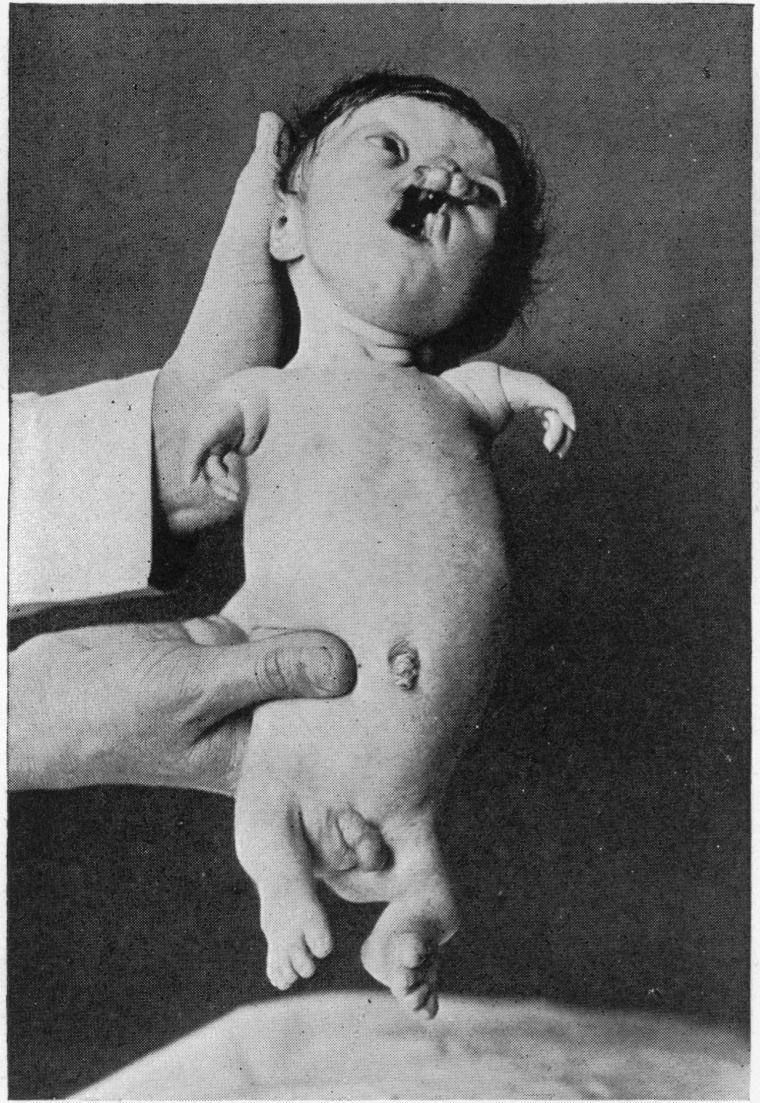
متلازمة روبرتس كما وصفها جون بينجام روبرتس في تقريره بمجلة "Annals of Surgery" عام 1924

- كلية حذوية
- خلل التنسج الكلوي
- داء الكلية متعددة الكيسات

### في القلب
- عيب الحاجز الأذيني
- قناة شريانية مفتوحة
- عيب الحاجز الأذيني البطيني

### الجهاز البولي التناسلي

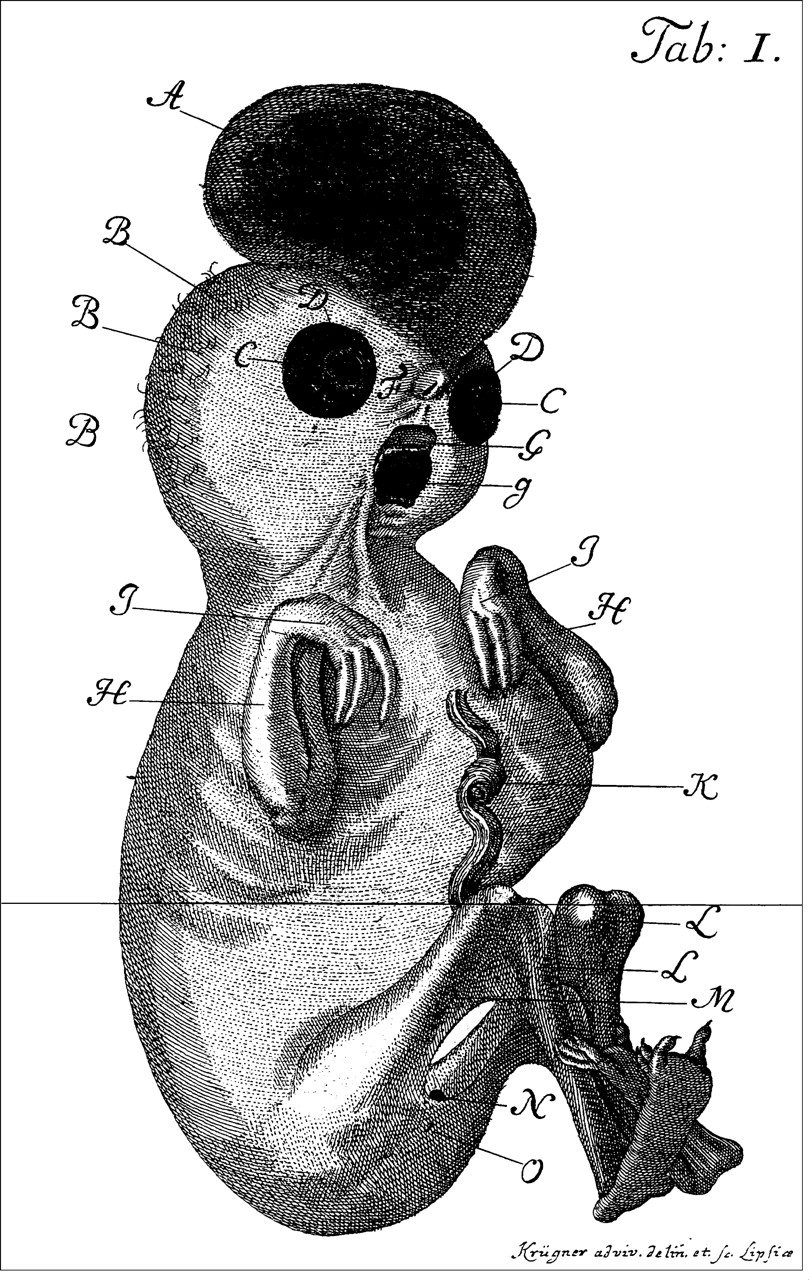
رسم توضيحي لجنين متلازمة روبرتس متعدد الإصابات

- قصور الغدد التناسلية
- إحليل تحتي
- اختفاء الخصية
- ضخامة القضيب
- ضخامة البظر[2]

## التشخيص
يتم عن طريق أخذ التاريخ المرضي المفصّل للمريض، والفحص الإكلينيكي الدقيق الشامل واكتشاف أعراض المتلازمة، ثم التأكد من التشخيص عن طريق تحليل الكروموسومات.
كما يمكن تشخيصها قبل الولادة عن طريق بزل السائل الأمنيوسي أو فحص الزغابات المشيمية وتحليل الكروموسومات عن طريقهما، أو تصوير الجنين بالموجات فوق الصوتية

## الانتشار
توجد 150 حالة مسجلة فقط على مستوى العالم، تختلف أعراضها بشدة، ومعدل الحدوث غير معروف، لكنها تصيب الذكور والإناث بنفس النسب، وتلعب صلة القرابة بين الأب والأم دوراً في حدوثها.

## العلاج
يعتمد على الأعراض التي يعاني منها المصاب، ويحتاج إلى تضافر جهود العديد من الأخصائيين كأخصائي الأطفال والقلب والأعصاب والعيون وجراح وآخرين لوضع خطة العلاج، وقد يتم عمل جراحة للأطراف المصابة أو استخدام أجهزة تعويضية